# Eumerus compertus
Eumerus compertus är en tvåvingeart som beskrevs av Villeneuve 1924. Eumerus compertus ingår i släktet månblomflugor, och familjen blomflugor.
Artens utbredningsområde är Tunisien. Inga underarter finns listade i Catalogue of Life.